# Alejandro Alcoba Conde
Alejandro Alcoba Conde (nacido en Melilla, España, el 5 de mayo de 1979) es un entrenador de baloncesto español que actualmente dirige al Melilla Sport Capital Enrique Soler de la Liga LEB Plata.

## Trayectoria profesional
Alejandro es licenciado en Ciencias de la Actividad Física y el Deporte en la Universidad Europea de Madrid. Tiene Maestría en Baloncesto y es Diplomado en Magisterio en Educación física por la Universidad de Granada. Alcoba inició su carrera como entrenador en las categorías inferiores del Eurocolegio Casvi de Madrid. 
Unos años más tarde aterrizó en el C.B Granada, donde entrenó durante dos temporadas, la primera en las categorías inferiores y la segunda como entrenador ayudante y preparador físico del conjunto nazarí en el Circuito sub-20. Esa misma temporada fue coordinador técnico del campus de baloncesto Javier Imbroda. 
En 2007 llegó por primera vez al Club Melilla Baloncesto donde ejerció de preparador físico y delegado durante una temporada. En la campaña 2008/09 pasó a ser tercer entrenador, puesto que compaginó con el de preparador físico. Esa temporada el equipo disputó la final de la Copa Príncipe y la final de ascenso a la Liga Endesa. A principios de la 2009/10, Alcoba abandonó el club y pasó a ser primer entrenador del Club Deportivo Enrique Soler de la Primera Autonómico y con el que se proclamó campeón de liga. 
Alcoba repetiría campeonato en la 2010/11, esta vez con la Cooperativa Estopiñan, y que además compaginaría con la dirección del Ithri Nador de la segunda división de la SLM marroquí. En el verano de 2011 volvería a la entidad azulina, esta vez como segundo entrenador. 
En su segunda etapa en el cuerpo técnico azulino, el equipo disputaría la segunda final de ascenso a la Liga Endesa de su historia. La pasada campaña el entrenador melillense recalaba en las filas del CB Novaschool de la liga EBA, con el que logró alcanzar el subcampeonato del grupo D y clasificar por primera vez en su historia al conjunto costasoleño para la fase final de ascenso a la Adecco Plata.
Además ha sido seleccionador melillense en distintas categorías y colaborador en los cursos de entrenadores de la Federación Melillense de Baloncesto.
En 2013, firma con el Melilla Baloncesto como primer entrenador.
En la temporada 2015-16, logró el primer y único ascenso a la Liga ACB en la historia del club. Tras los requisitos de la Liga ACB y las dificultades para abonar el canon, le abocaron a seguir compitiendo en Liga LEB Oro.
Al término de la temporada 2020-21, el 19 de mayo de 2021 se hace oficial su no continuidad al frente del Melilla Baloncesto después de ocho temporadas. El técnico melillense dirigió un total de 273 partidos oficiales entre Liga, Copa y Playoffs, convirtiéndose en el entrenador que más veces se ha sentado en el banquillo del Decano, sumando un total de 153 victorias.
El 17 de agosto de 2023, se hace cargo del Melilla Sport Capital Enrique Soler de la Liga LEB Plata.

## Clubess
Trayectoria:
- 2004/05 Eurocolegio Casvi
- 2005/06 Categorías Inferiores C.B Granada
- 2006/07 C.B Granada (EBA)
- 2006/07 Circuito Sub-20 C.B Granada
- 2007/09 Club Melilla Baloncesto (LEB)
- 2010/11 SLM Ithri Nador
- 2011/12 Club Melilla Baloncesto (LEB)
- 2012/13 C.B Novaschool (EBA)
- 2013/21: Melilla Baloncesto (LEB)
- 2023/actualidad: Melilla Sport Capital Enrique Soler Liga LEB Plata.